# Lucie Stuchlíková
Lucie Stuchlíková (dříve Kudláčková, * 1986/1987) je česká politická novinářka a reportérka, podcasterka a spoluautorka podcastu Vlevo dole.

## Kariéra
Pochází z východních Čech. Studovala gymnázium, poté absolvovala žurnalistiku a sociologii na Fakultě sociálních studií Masarykovy univerzity (2009, titul Bc.) a žurnalistiku na Fakultě sociálních věd Univerzity Karlovy (2012, titul Mgr.).
Od roku 2007 psala jako externí redaktorka Rychnovského deníku vydavatelství Vltava-Labe-Press. V letech 2011–2016 pracovala jako redaktorka v online deníku Aktuálně.cz.
Do července 2015 psala pod jménem Lucie Kudláčková, od září 2015 publikuje jako Lucie Stuchlíková.
Působila jako redaktorka také v Hospodářských novinách, pak se věnovala zpravodajství o politicích a politice v Seznam Zprávách.
Od roku 2019 tvoří spolu s Václavem Dolejším politický podcast Vlevo dole, který vyhrál v roce 2023 cenu Podcast roku v kategorii Zpravodajství a publicistika. V roce 2024 toto vítězství obhájili.